# باشگاه والیبال زسکا مسکو
باشگاه والیبال زسکا مسکو (به روسی: волейбольный клуб، Москва) یا به اختصار زسکا مسکو یک باشگاه حرفه‌ای والیبال مستقر در مسکو روسیه بود که در سال ۱۹۴۶ تأسیس و در سال ۲۰۰۸ منحل شد. زسکا با ۱۳ قهرمانی، موفق‌ترین تیم لیگ قهرمانان اروپا است.

## تاریخچه
باشگاه والیبال زسکا یکی از زیر مجموعه‌های باشگاه ورزشی زسکا مسکو بود که دارای ۳۵ رشته ورزشی است. زسکا یک تیم نظامی بود که قوی‌ترین پایگاه آموزش والیبال را در شرق اروپا ایجاد کرد. ارتش سرخ تیم اولیه زسکا بود که بسیاری از بازیکنان زسکا در طول جنگ جهانی دوم کشته شدند. ورزشکارانی که در عملیات مختلف نظامی از جمله نبرد استالینگراد کشته شده بودند.

## دست‌آوردها
- لیگ قهرمانان اروپا (۱۳): ۱۹۶۰، ۱۹۶۲، ۱۹۷۳، ۱۹۷۴، ۱۹۷۵، ۱۹۷۷، ۱۹۸۲، ۱۹۸۳، ۱۹۸۶، ۱۹۸۷، ۱۹۸۸، ۱۹۸۹، ۱۹۹۱
- قهرمانی اتحاد جماهیر شوروی (۲۵): ۱۹۵۵، ۱۹۵۸، ۱۹۶۵، ۱۹۶۶، ۱۹۷۰، ۱۹۷۱، ۱۹۷۲، ۱۹۷۳، ۱۹۷۴، ۱۹۷۵، ۱۹۷۶، ۱۹۷۷، ۱۹۷۸، ۱۹۷۹، ۱۹۸۰، ۱۹۸۱، ۱۹۸۲، ۱۹۸۳، ۱۹۸۵، ۱۹۸۶، ۱۹۸۷، ۱۹۸۸، ۱۹۸۹، ۱۹۹۰، ۱۹۹۱
- سوپر جام اروپا (۳): ۱۹۸۷، ۱۹۸۸، ۱۹۹۱
- جام اتحاد جماهیر شوروی (۵): ۱۹۵۳، ۱۹۸۰، ۱۹۸۲، ۱۹۸۴، ۱۹۸۵
- قهرمانی روسیه (۳): ۱۹۹۴، ۱۹۹۵، ۱۹۹۶
- جام حذفی روسیه (۱): ۱۹۹۴